# Shang Yang

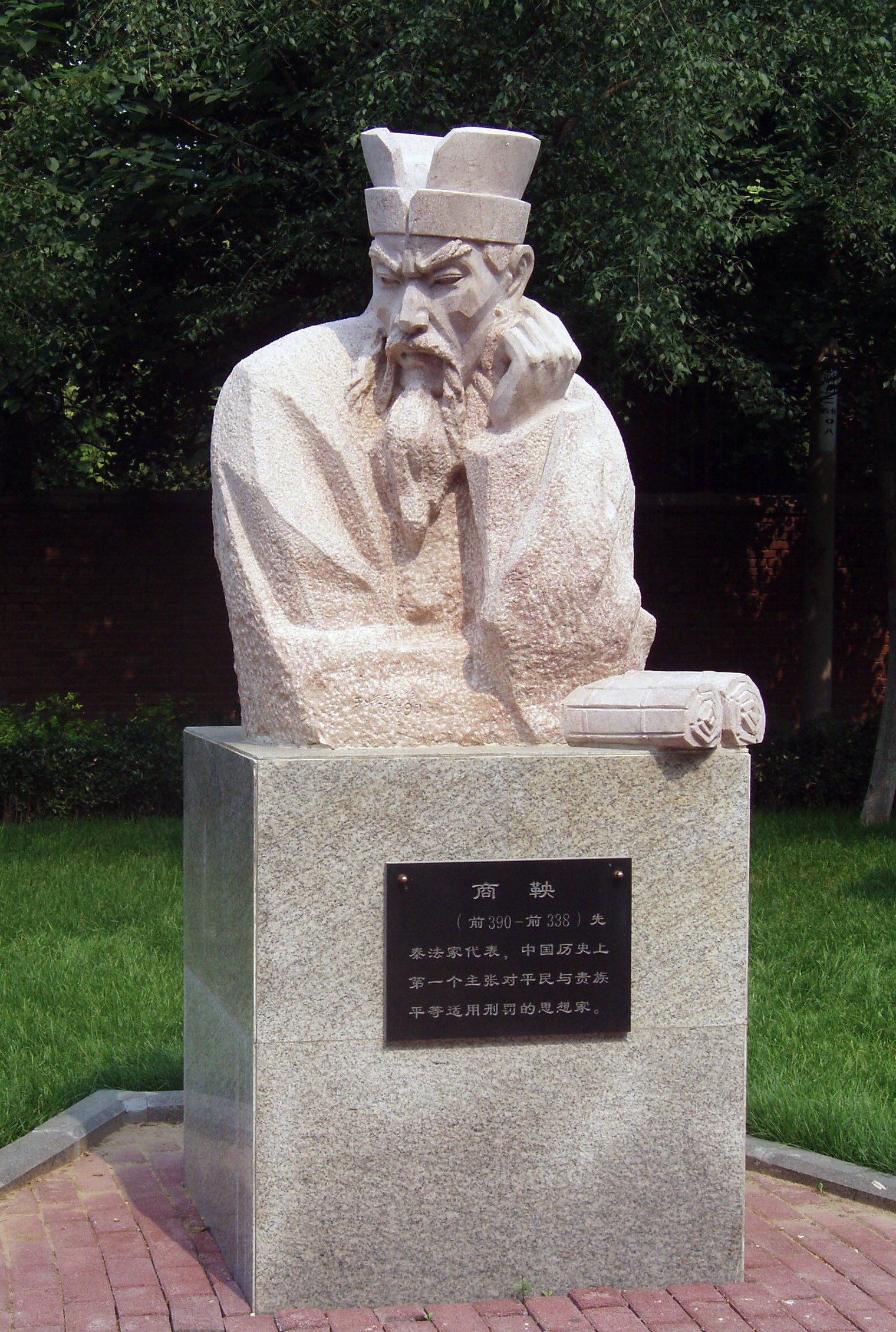
Shang Yang (商鞅)

Shāng Yāng (chinesisch 商鞅) († 338 v. Chr.) war ein bedeutender chinesischer Staatsmann und Militärstratege der Zeit der Streitenden Reiche. Er wird zu den Legalisten gezählt.

## Biografie und Bedeutung
Auch Wei Yang oder Gongsun Yang genannt, trat er zuerst in die Dienste des Staates Wei ein, ging aber dann nach Qin. Dort führte er in den Jahren 359–350 v. Chr. zusammen mit Herzog Xiao eine Reihe von legalistischen Reformen durch, die Qin von einem Randstaat zu einem mächtigen zentralisierten Staat machten. Die Verwaltung wurde zentralisiert, Grund und Boden neu verteilt, Maße und Gewichte vereinheitlicht und untätige Aristokraten entmachtet. Dadurch wurden die Bürger in Abhängigkeit zum Staat gebracht. Weiterhin wurde die Bevölkerung in Zehner- und Fünfergruppen eingeteilt, die gegenseitig haftbar waren. Allgemein wurde das Militär gefördert und der Angriffskrieg zur Staatspflicht erklärt. Nach einem Sieg über Wei wurde er Kanzler und ließ die Jugend streng erziehen.
Durchgeführte Reformen im Sinne des Legalismus:
1. Einteilung des Volkes in Gruppen von bis zu 10 Haushalten, die sich gegenseitig überwachten und kollektiv hafteten
2. Todesstrafe bei Missachtung
3. Doppelte Besteuerung von Haushalten mit mehr als 2 Männern
4. Hierarchische Titel für das Militär
5. Bestrafung privaten Streites
6. Zwangsarbeit für alle mit Ackerbau und Seidenzucht; Befreiung bei hoher Produktion von Korn und Seide; Versklavung derer, die sich anderen Tätigkeiten hingaben (Privatgelehrte, Kunsthandwerker u. a.)
7. Ausschluss von Angehörigen herzöglicher Familien, die sich nicht militärisch auszeichneten
8. Staatliche Zuteilung von Feld, Haus und Bekleidung

Nächste Serie von Reformen 10 Jahre später:
1. Verbot des Zusammenlebens von Vater und Sohn, oder Bruder.
2. Ersetzung der feudalen durch Staatsbeamte.
3. Bodenreform mit Kanalisation.
4. Umstellung von Grund- und Ertragssteuer auf Bodensteuer.
5. Normung der Maße und Gewichte.[1]

## Werk
- Shang Yang: Shangjun Shu: Schriften des Fürsten von Shang. Hrsg.: Kai Vogelsang. Alfred Kröner, Stuttgart 2017, ISBN 978-3-520-16801-6.